# 1925 في تركيا
فيما يلي عرض للأحداث التي حدثت في العام 1925 في تركيا.

## البرلمان
- برلمان تركيا الثاني

## في المنصب
- الرئيس – كمال أتاتورك
- رئيس الوزراء

فتحي أوكيار (إلى 3 مارس)
عصمت إينونو (من 3 مارس)

## الحزب الحاكم وحزب المعارضة الرئيسي
- الحزب الحاكم –حزب الشعب الجمهوري
- المعارضة الرئيسي – الحزب الجمهوري التقدمي (حتى 3 يونيو)

## مجلس الوزراء
- 3 حكومة تركيا (حتى 3 مارس)
- 4 حكومة تركيا (من 3 مارس)

## الأحداث
- 11 شباط / فبراير – بداية تمرد الشيخ سعيد
- 1 أيار / مايو – حدوث زلزال في أضنة

## مواليد
- 11 مارس إيلهان سلجوق [الإنجليزية]، محامي وصجفي.
- 28 مايو – بولنت أجاويد، رئيس الوزراء في (حكومة بولنت أجاويد الرابعة وحكومة بولنت أجاويد الخامسة).
- 15 حزيران / يونيو – آتيلا إيلخان، صحفي.
- 15 أغسطس – منير أوزكول، ممثل ومسرحي.

## وفيات
- 29 حزيران / يونيو – الشيخ سعيد بيران (ولد في عام 1865)

## معرض صور

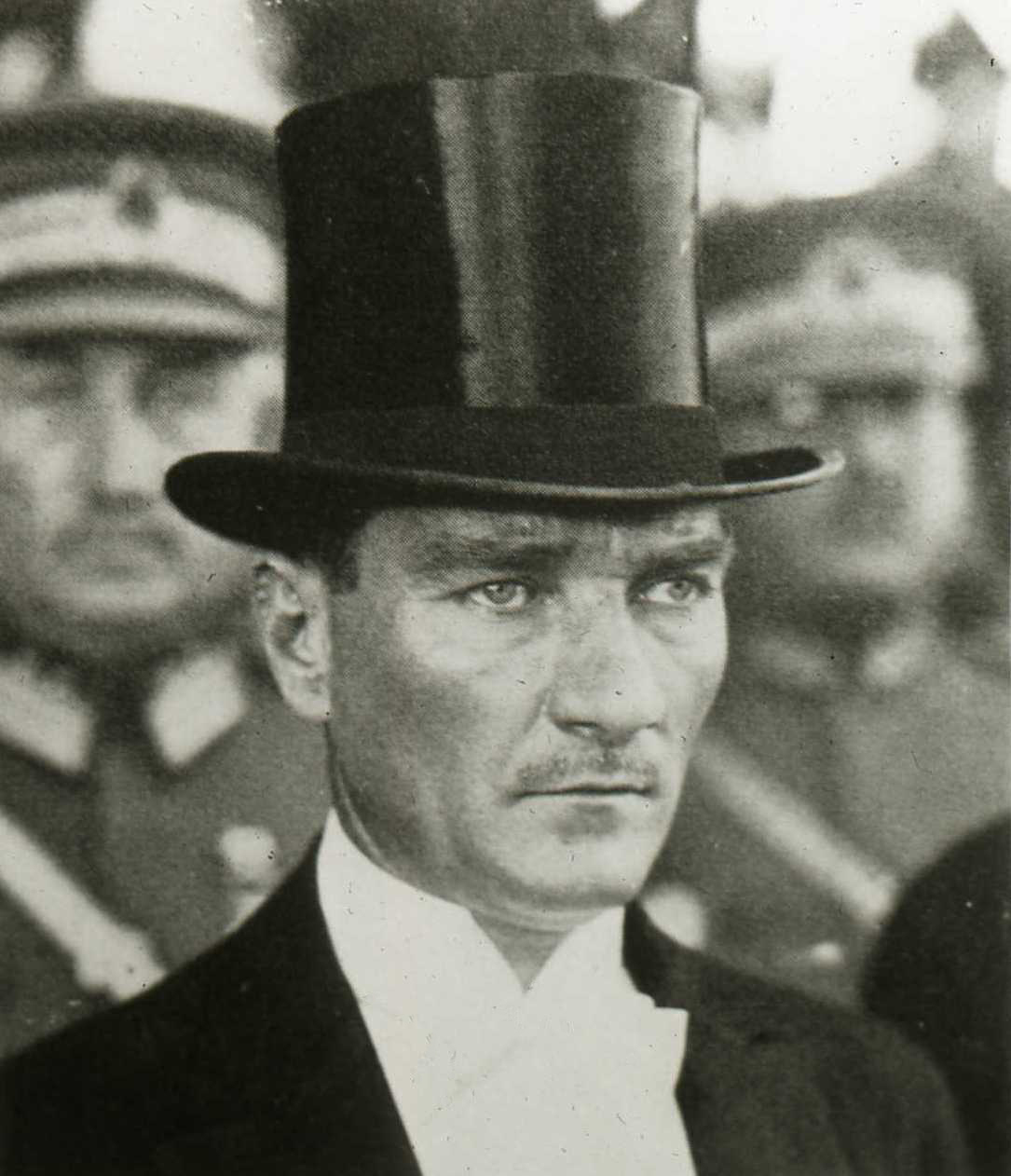
كمال أتاتورك
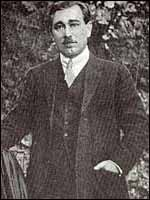
فتحي أوكيار
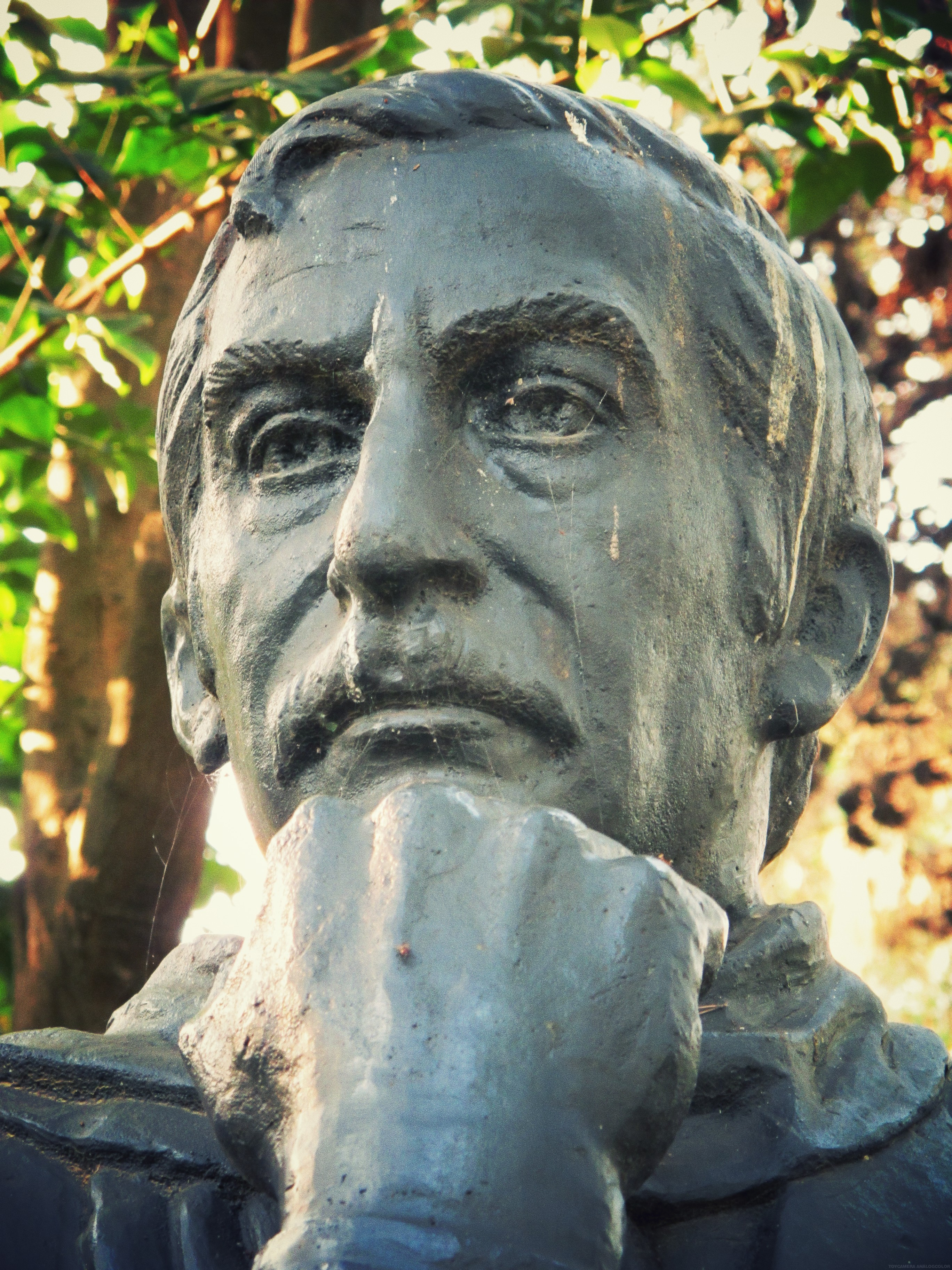
إيلهان سلجوق
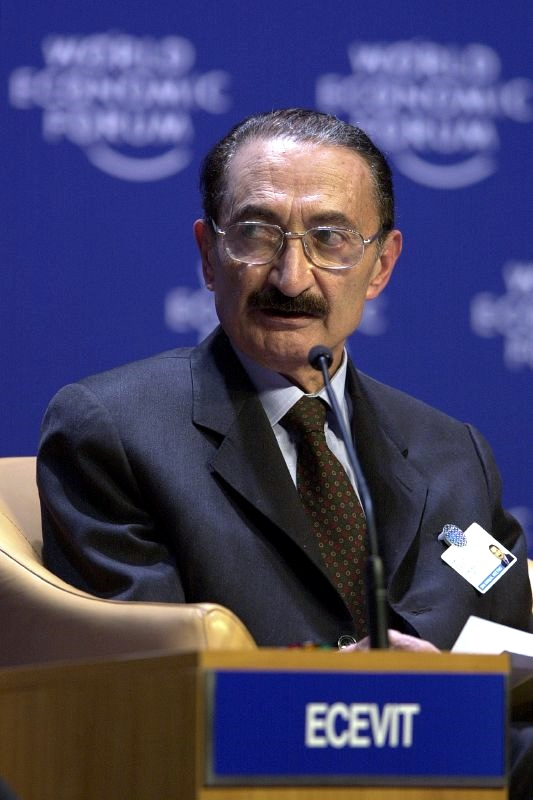
بولنت أجاويد